# Passo di Valsecca
Il passo di Valsecca è il più settentrionale passo di comunicazione tra la Valle Brembana e la Valle Seriana in provincia di Bergamo.
Situato a quota 2.496 m s.l.m., il passo divide il Diavolino, ovvero una propaggine del Pizzo del Diavolo di Tenda, e il Pizzo Poris.
Il piccolo ghiacciaio che fino al 2005 si appoggiava sul lato della Valle Brembana si è ormai sciolto completamente, e il sentiero che lo attraversa è perfettamente agibile.
La zona è popolata da numerosi stambecchi, in particolar modo lungo la Valsecca, ovvero sul versante che scende verso il bivacco Aldo Frattini, e lungo tutte le pendici del Pizzo del Diavolo di Tenda. In questa zona infatti, negli anni ottanta, sono stati liberati alcuni stambecchi prelevati dal parco nazionale del Gran Paradiso, poiché sulle Orobie si erano ormai estinti, e diversi gruppi si incontrano nei mesi di maggio e giugno in questa zona per la riproduzione.
Il passo si raggiunge dalla Valle Brembana salendo da Carona per il sentiero che porta al Rifugio Fratelli Calvi, quindi si passa il Lago Rotondo e si prosegue seguendo le indicazioni per il Rifugio Baroni al Brunone.
Ѐ anche possibile passare dal Rifugio Fratelli Longo e proseguire in direzione del rifugio Baroni al Brunone, passando dal passo della Selletta.
Dalla Valle Seriana la via più breve parte da Grabiasca (frazione di Gandellino). Si prende il sentiero 255 che risale la Val Grabiasca per poi piegare a destra verso il passo di Valsecca.
Si può partire anche da Fiumenero, dove si imbocca il sentiero che va verso il rifugio Baroni al Brunone, e arrivati in prossimità della Valsecca si sale per la valle lungo un sentiero non segnato e poco battuto fino a raggiungere il bivacco Aldo Frattini. Da qui si procede in direzione ovest fino al vicino passo.

Provenendo dalla valle Seriana è più agevole il sentiero che va verso il rifugio Baroni al Brunone, ma in questo caso i tempi di percorrenza si allungano di molto, dovendo percorrere la vallata a semicerchio sopra i Piani del Campo.

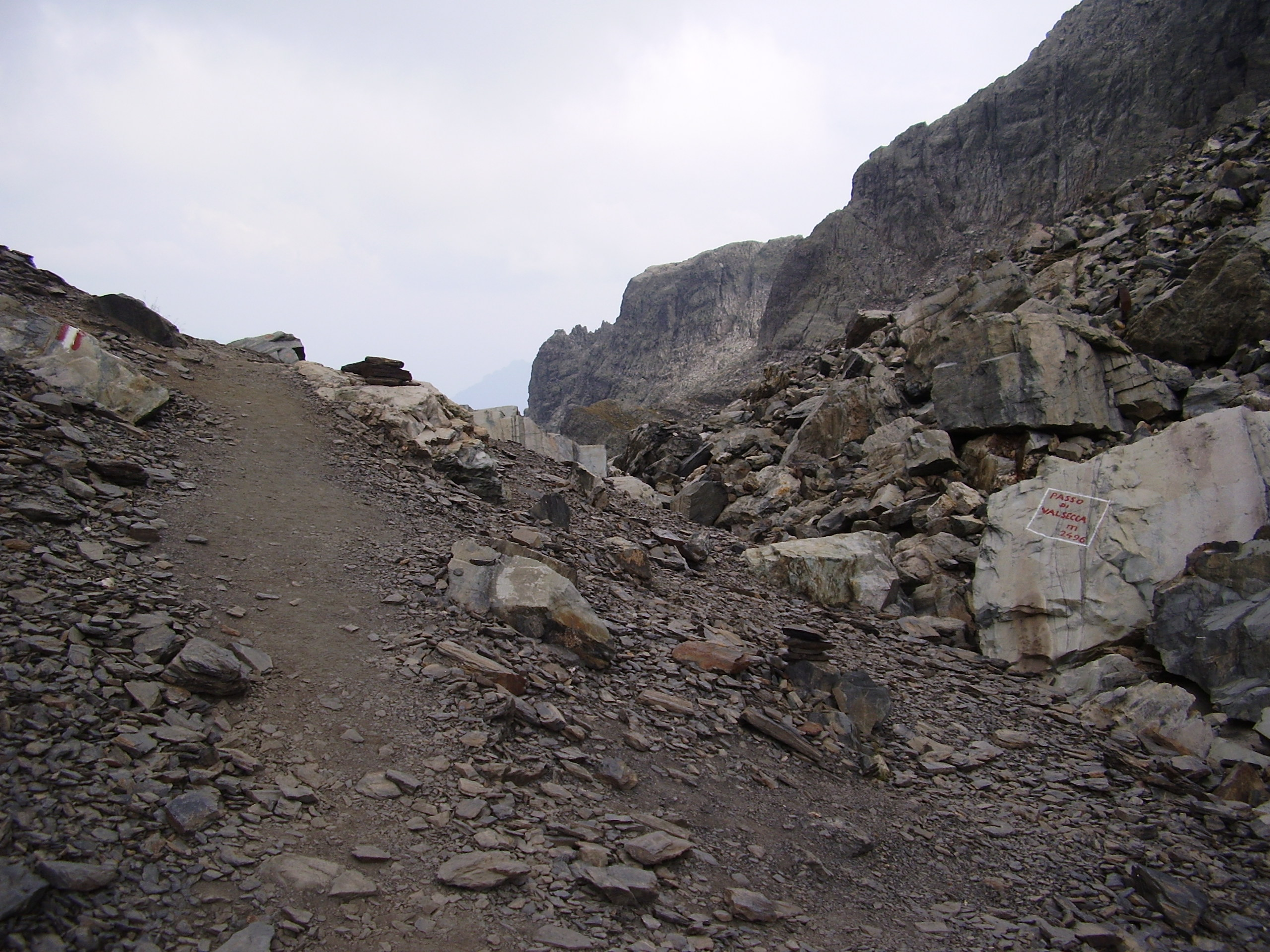
Il sentiero nel tratto in cima al passo
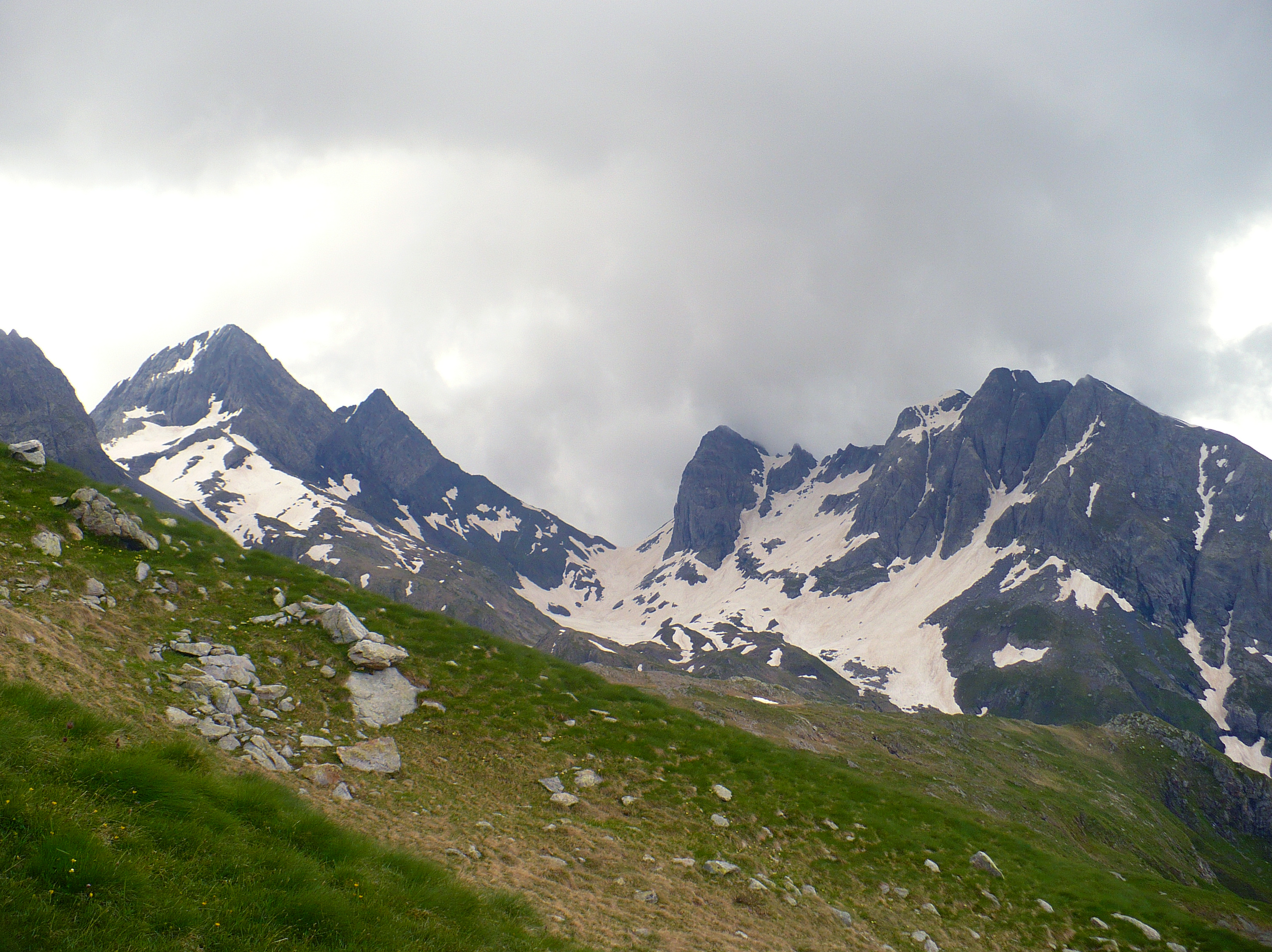
Il passo di Valsecca con il Pizzo del Diavolo di Tenda a sinistra e il Pizzo Poris e il Monte Grabiasca a destra